# Live at the Moore
Live at The Moore es un video casero de la última presentación en vivo de la banda de rock, Mad Season. Este fue lanzado el 29 de agosto de 1995.

## Resumen
Fue registrado en vivo en el Moore Theatre en Seattle, Washington el 29 de april de 1995. La versión de "November Hotel" tocada en vivo fue renombrada como "Black Mirror". Allmusic le dio un puntaje de dos y medio de cinco estrellas. Live at the Moore solo fue lanzado en VHS, no existe ninguna entrega en DVD disponible.
También incluye la presentación de la banda en "Lifeless Dead" el 8 de enero de 1995 en la radio Self-Pollution, este registro fue pirateado y difundido por Seattle también estaba disponible para cualquiera de las estaciones de radio que querían reproducirlo "Lifeless Dead" es una de las dos canciones que Mad Season escogió para la radiodifusión, junto con "I Don't Know Anything", sin embargo "I Don't Know Anything" solo se ha distribuido como una grabación de audio. Adicionalmente, el VHS cuenta con el video de "River of Deceit".

## Lista de canciones

### Lanzamiento original (1995)
| N.º | Título                                       | Duración |  |
| 1.  | «Lifeless Dead»                              |          |  |
| 2.  | «River of Deceit»                            |          |  |
| 3.  | «I Don't Know Anything»                      |          |  |
| 4.  | «Long Gone Day»                              |          |  |
| 5.  | «X-Ray Mind»                                 |          |  |
| 6.  | «All Alone»                                  |          |  |
| 7.  | «November Hotel»                             |          |  |
| 8.  | «Lifeless Dead» (de la radio Self-Pollution) |          |  |
| 9.  | «River of Deceit» (Video musical)            |          |  |

### Edición deluxe (2013)
| N.º | Título                  | Duración |  |
| 1.  | «Lifeless Dead»         |          |  |
| 2.  | «River of Deceit»       |          |  |
| 3.  | «I Don't Know Anything» |          |  |
| 4.  | «Long Gone Day»         |          |  |
| 5.  | «X-Ray Mind»            |          |  |
| 6.  | «All Alone»             |          |  |
| 7.  | «November Hotel»        |          |  |

Bonustomas inéditas de Live at the Moore
| N.º | Título                       | Duración |  |
| 8.  | «Wake Up»                    |          |  |
| 9.  | «Artificial Red»             |          |  |
| 10. | «I Don't Wanna Be A Soldier» |          |  |
| 11. | «I'm Above»                  |          |  |

Live at RKCNDY
| N.º | Título                       | Duración |  |
| 1.  | «Wake Up»                    |          |  |
| 2.  | «Lifeless Dead»              |          |  |
| 3.  | «River of Deceit»            |          |  |
| 4.  | «I Don't Know Anything»      |          |  |
| 5.  | «I'm Above»                  |          |  |
| 6.  | «Artificial Red»             |          |  |
| 7.  | «I Don't Wanna Be A Soldier» |          |  |
| 8.  | «All Alone»                  |          |  |
| 9.  | «November Hotel»             |          |  |

Self-Pollution Radio
| N.º | Título                  | Duración |  |
| 1.  | «Lifeless Dead»         |          |  |
| 2.  | «I Don't Know Anything» |          |  |

Video musical
| N.º | Título            | Duración |  |
| 1.  | «River of Deceit» |          |  |

## Relanzamiento
Live at the Moore en DVD fue incluido en la versión deluxe de 2013 de "Above". Este incluye el VHS original además de tomas inéditas, incluye el resto del set en vivo el cual no estaba en la edición original. También tiene Live at RKCNDY, Self-Pollution Radio, y el video musical de River of Deceit.

## Personal
Mad Season
- Barrett Martin – batería, percusión,
- Mike McCready – guitarra líder
- John Baker Saunders – bajo
- Layne Staley – voz, guitarra rítmica,

Músicos adicionales y producción
- Brett Eliason – Productor discográfico, Ingeniería de sonido, Mezcla
- Mark Lanegan – voz en "Long Gone Day"
- Lisa Levine – Productor ejecutivo
- Duncan Sharp – director
- Skerik (Nalgas Sin Carne) – Saxofón
- Colin Stacey – producción

## Ventas y posiciones en los charts
| Chart (1995)        | Posición |
| ------------------- | -------- |
| US Top Music Videos | 24       |